# Tekutý kouř

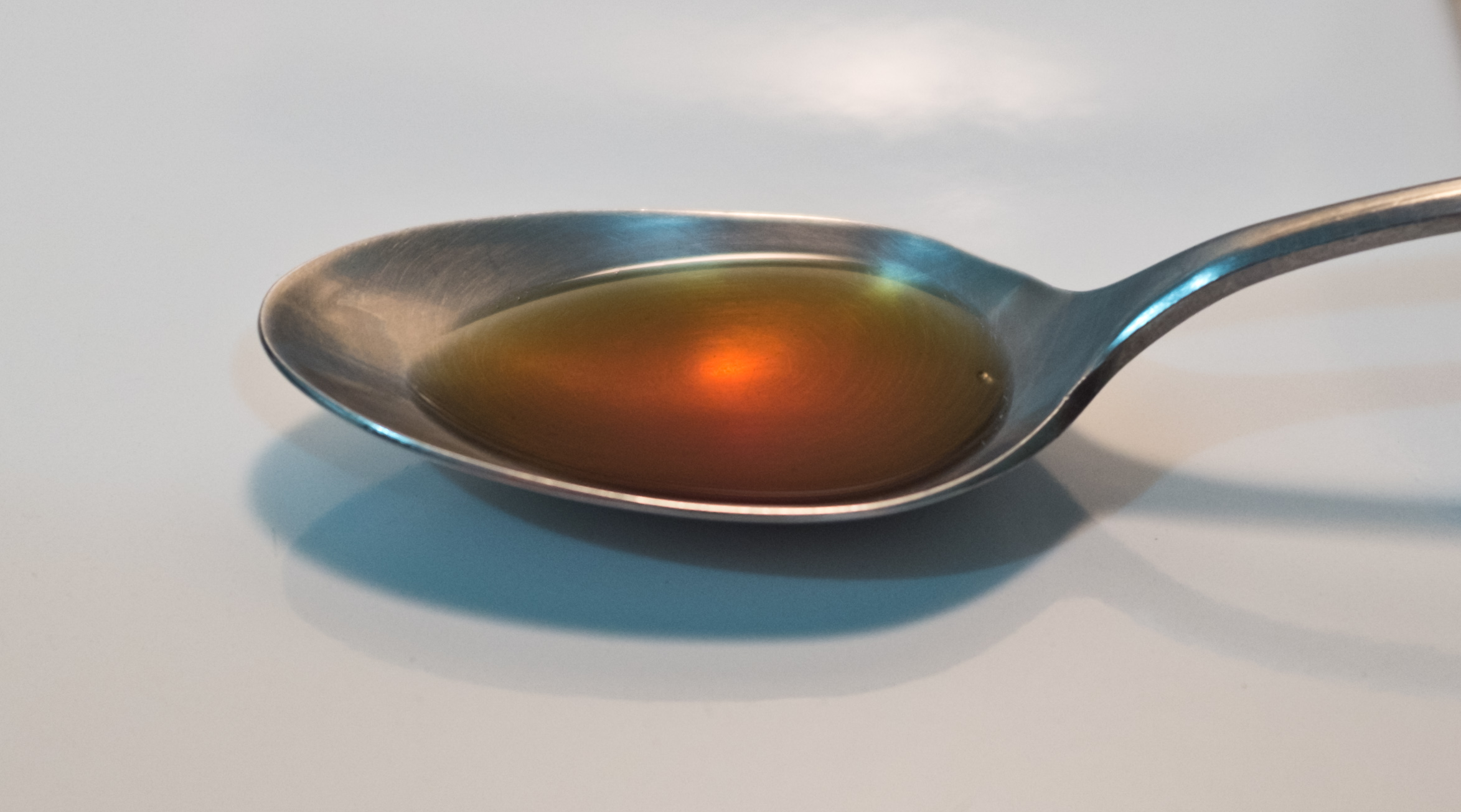
Lžička tekutého kouře

Tekutý kouř je kapalina získaná kondenzací kouře a par vznikajících během hoření dřeva, ve vodě nebo v jiné látce. Obvykle má hnědou, nebo žlutočervenou barvu. Průmyslově se tekutý kouř může vyrábět také procesem řízeného tepelného rozkladu dřeva (pyrolýzou) a následnou disperzí par ve vodě. Průmyslově vyráběný tekutý kouř se také často ještě filtruje.
Tekutý kouř se přidává do jídel, kterým přidává kouřovou chuť a vůni. Používá se například při výrobě barbecue omáček. Někdy se také používá během výroby některých masných výrobků, protože použití tekutého kouře je levnější než skutečné uzení.